# Bolitoglossa helmrichi
Espèce
Synonymes
- Oedipus helmrichi Schmidt, 1936

Statut de conservation UICN

 VU  : Vulnérable
Bolitoglossa helmrichi est une espèce d'urodèles de la famille des Plethodontidae.

## Répartition
Cette espèce est endémique du Sud-Est du Guatemala. Elle se rencontre dans les départements d'Alta Verapaz et de Baja Verapaz entre 1 000 et 2 000 m d'altitude.

## Description
Le mâle holotype mesure 75 mm dont 38 mm pour la queue.

## Étymologie
Cette espèce est nommée en l'honneur de Gustav Helmrich, pour son hospitalité.

## Publication originale
- Schmidt, 1936 : Guatemalan salamanders of the genus Oedipus. Field Museum of Natural History Publication, Zoological Series, vol. 20, no 17, p. 135-166 (texte intégral).